# الحميدية (فلسطين)
الحميدية، كانت قرية فلسطينية في قضاء بيسان. وأسقطت من قبل الميليشيات اليهودية، سلائف الجيش الإسرائيلي، خلال الحرب الأهلية (1947-1948) في فلسطين الانتدابية في 12 مايو 1948. كانت تقع على بعد خمسة كيلومترات شمال بيسان. هوجمت كجزء من عملية جدعون. كان عدد السكان عام 1922م 193، وتوسع إلى 255 عام 1948. أقيم لاحقًا على أنقاضها مستوطنة بذات الاسم.

## الموقع
تقع على مستوى سطح البحر فوق إحدى التلال التي تمثل أقدام مرتفعات الجليل الأدنى المشرفة على غور شمال بيسان. ويجري شمالها وادي العشة وجنوبها ووادي الخنازير متجها إلى الشرق ليرفد نهر الأردن. تربطها ببيسان طريق فرعية معبدة. وتصلها طريق فرعية طولها 2 كم بكل من سكة حديد بيسان، جسر المجامع الواقعتين إلى شرق القرية. تصلها أيضًا طرق فرعية بجبول والمرصص والبواطي وزبعة.

## التاريخ
أخذت القرية اسمها من سلطان الدولة العثمانية عبد الحميد الثاني (1876-1909).

### عصر الانتداب البريطاني
في تعداد فلسطين لعام 1922، الذي أجرته السلطات الفلسطينية الانتدابية، كان عدد سكان الحميدية 1.193 مسيحي كاثوليكي روماني و 192 مسلم، تناقص قليلاً في تعداد 1931 إلى 157، جميع المسلمين، في 42 منزلاً.
في إحصائيات عام 1945، تم احتساب القرية مع الكيبوتز اليهودي في حرمونيم، مع 220 من السكان العرب المسلمين في الحميدية، و 100 من السكان اليهود في حرمونيم. ويبلغ إجمالي مساحة الأرض 10902 دونم، حيث يمتلك العرب 4.720 دونمًا من الأراضي مقابل 1.386 (حوالي 13%) من إجمالي الأراضي التي يملكها السكان اليهود. استخدم العرب من هذه الأرض 164 دونمًا للحمضيات والموز، و 8 للري والزراعة، و 4395 للحبوب، بينما تم بناء 10 دونمات للأراضي العربية.

### حرب 1948 وما بعدها
وفقا لبيني موريس، طالب كيبوتس - وغالبا ما قاموا - بتدمير القرى المجاورة لأسباب محلية (وأنانية)، كوسيلة لمنع عودة القرويين العرب. لهذا السبب، ناشد زعيم محلي مخضرم، ناحوم ورويتز، من كفار جلعادي، في رسالة في سبتمبر 1948 الإذن بتدمير البيرة وكوكب الهوا وجبول والحميدية في المنطقة خوفًا من أن يكونوا يستخدمه العرب في العمليات العسكرية ولتمكينهم من «الاستيلاء على أراضي القرى، لأن العرب لن يتمكنوا من العودة إليها». بعد الحرب، تم دمج المنطقة في دولة إسرائيل.
ووصف المؤرخ الفلسطيني وليد الخالدي المباني المتبقية في القرية عام 1992 بأنها: «بصرف النظر عن أنقاض منازل القرية (التي تحولت إلى ركام أسمنتي)، والمقبرة، وعدد قليل من الآبار، لا يوجد سوى أشواك في الموقع. ويستخدم الإسرائيليون الأراضي المجاورة للزراعة والرعي».
الشمادية، على بعد 2 كم جنوبًا، قريبة، ولكن ليس على أراضي القرية.

## استخدام الأراضي عام 1945التعداد السكاني
| نوعية المساحة المستخدمة  | فلسطيني (دونم) | يهودي (دونم) |
| ------------------------ | -------------- | ------------ |
| مزروعة بالحمضيات         | 164            | 0            |
| مزروعة بالبساتين المروية | 8              | 4            |
| مزروعة بالحبوب           | 5.261          | 1.289        |
| مبنية                    | 10             | 40           |
| صالح للزراعه             | 5.433          | 1.293        |
| بور                      | 4.237          | 53           |

## التعداد السكاني
| السنة                        | نسمة            |
| ---------------------------- | --------------- |
| 1922                         | 193             |
| 1931                         | 157             |
| 1945                         | 320 (100 يهودي) |
| 1948                         | 255             |
| تقدير لتعداد الاجئين في 1998 | 1,567           |

## ملكية الأرض
| الخلفيات العرقية | ملكية الارض/دونم |
| ---------------- | ---------------- |
| فلسطيني          | 4.814            |
| تسربت للصهاينة   | 1.386            |
| مشاع             | 4.702            |
| المجموع          | 10.902           |

## عدد البيوت
| السنة | عدد البيوت |
| ----- | ---------- |
| 1931  | 42         |
| 1948  | 68         |

## فهرس
- Barron,  J.B.، المحرر (1923). Palestine: Report and General Abstracts of the Census of 1922. Government of Palestine. مؤرشف من الأصل في 2022-08-06.
- Government of Palestine, Department of Statistics (1945). Village Statistics, April, 1945. مؤرشف من الأصل في 2020-07-12.
- Hadawi، S. (1970). Village Statistics of 1945: A Classification of Land and Area ownership in Palestine. Palestine Liberation Organization Research Center. مؤرشف من الأصل في 2018-12-08. اطلع عليه بتاريخ 2009-08-18.
- Khalidi، W. (1992). All That Remains:The Palestinian Villages Occupied and Depopulated by Israel in 1948. واشنطن العاصمة: مؤسسة الدراسات الفلسطينية. ISBN:0-88728-224-5. مؤرشف من الأصل في 2020-06-01.
- Mills, E.، المحرر (1932). Census of Palestine 1931. Population of Villages, Towns and Administrative Areas. Jerusalem: Government of Palestine. مؤرشف من الأصل في 2022-06-30.
- Morris، B. (2004). The Birth of the Palestinian Refugee Problem Revisited. Cambridge University Press. ISBN:978-0-521-00967-6. مؤرشف من الأصل في 2020-04-13.